# Desiderius Hampel
Desiderius Hampel (20 de enero de 1895 - 11 de enero de 1981) fue un SS-Brigadeführer und Generalmajor der Waffen-SS durante la II Guerra Mundial que comandó la 13.ª División de Montaña SS Handschar (1.ª Croata) y posiblemente se le concedió la Cruz de Caballero de la Cruz de Hierro (Ritterkreuz), la más alta condecoración en las fuerzas militares y paramilitares de la Alemania Nazi en la II Guerra Mundial. Después de la guerra el gobierno yugoslavo solicitó su extradición para enfrentar cargos por crímenes de guerra, pero logró escapar de un campo de internamiento británico.

## Primeros años
Desiderius Hampel nació el 20 de enero de 1895 en la ciudad de Sisak, Austria-Hungría (actualmente en Croacia), de padres Volksdeutsche (alemanes étnicos). Su padre era inspector  de los Ferrocarriles del Estado Imperial y Real Austríaco, y la familia a menudo tenía que trasladarse a lo largo del Imperio austrohúngaro. Esto permitió al joven Hampel aprender varios idiomas. Después de completar su educación primaria, fue enviado a la escuela militar en Karlovac. Después de su graduación ingresó en el ejército en octubre de 1914, como suboficial en el 16.º Regimiento de Infantería Húngaro Freiherr von Giesl, y en diciembre fue enviado a la línea de frente.

## Primera Guerra Mundial
En abril de 1915, se le dio el mando de un pelotón y poco después fue promovido a Teniente y se le dio el mando de la 14.ª Compañía. Al final del año fue enviado a un curso de entrenamiento de ametralladora en Bruck an der Leitha. Cuando retornó al frente en noviembre se le dio el mando de la 4.ª Compañía de su regimiento y fue promovido a Oberleutnant en mayo de 1917. En septiembre de 1918, fue nombrado como segundo al mando del 36.º Batallón en combate en Serbia hasta el final de la guerra cuando se convirtió en prisionero de guerra en Serbia. Escapó del cautiverio poco más de un año después y se dirigió a Viena y después a Budapest.

## Entreguerras
Después de salir del cautiverio empezó a trabajar en una granja y estudió silvicultura entre 1925 y 1928 en la Universidad Ludwig Maximilian en Múnich. Después trabajó en la industria forestal hasta diciembre de 1937 cuando se incorporó al Ejército Real Húngaro y sirvió en Budapest.

## Segunda Guerra Mundial
Hampel sirvió en Budapest hasta marzo de 1941, y entonces fue enviado a la ciudad de Csepel, al mando de las defensas de la región hasta diciembre de 1941 cuando fue licenciado del ejército. Entonces se unió a la Guardia Nacional Croata con el rango de mayor y fue nombrado como oficial de inteligencia del IV Cuerpo de Ejército. En 1942, a petición del SS-Gruppenführer und Generalleutnant der Waffen-SS Artur Phleps se unió a las Waffen-SS como SS-Sturmbannführer (mayor).
Con la formación de la 7.ª División de Voluntarios de Montaña SS Prinz Eugen, se le dio el mando del III Batallón, 1.º Regimiento Gebirgsjäger SS, que incluía las 13.ª y 18.ª Compañías. En octubre de 1942 dirigió un kampfgruppe durante la primera operación importante de la división, la Operación Kopaonik, una operación fallida que tenía como objetivo grupos Chetniks en las montañas Kopaonik en Serbia central. Permaneció en este puesto hasta junio de 1943 cuando fue trasladado al mando del Batallón de Entrenamiento y Reserva. Después se le dio una posición en el estado mayor de la recién formada 13.ª División de Montaña SS Handschar (1.ª Croata). El 28 de septiembre de 1943, se le dio el mando del 27.º Regimiento de Infantería de Montaña SS de la 13.ª División SS, y el 9 de noviembre de 1943 fue promovido a SS-Obersturmbannführer (teniente coronel). En este papel, comandó el regimiento durante su entrenamiento final en los terrenos de entrenamiento en Neuhammer en la región de Silesia, Alemania (actualmente en Polonia), y después cuando fue desplegado en el Estado Independiente de Croacia a principios de 1944. La división participó en el que pudo ser el mayor barrido anti-partisano de la II Guerra Mundial: la Operación Maibaum. La 13.ª División SS también participó en otras operaciones anti-partisanas de tamaño divisional y de cuerpo entre marzo y mayo de 1944.
El 2 de abril de 1944, fue promovido a SS-Standartenführer (coronel), y después de la desastrosa Operación Vollmond, se le dio el mando de la 13.ª División SS el 19 de junio. Fue promovido a SS-Oberführer el 9 de noviembre de 1944, y el 30 de enero de 1945 fue promovido a SS-Brigadeführer y Generalmajor der Waffen-SS. Se ha reportado que se le concedió la Cruz de Caballero de la Cruz de Hierro por su mando de la división cerca del fin de la guerra en mayo de 1945. Hampel estaba programado para su extradición a Yugoslavia para enfrentar cargos por crímenes de guerra, pero huyó de un campo de prisioneros de guerra británico en Fallingbostel.

## Postguerra
Hampel sobrevivió a la guerra y murió el 11 de enero de 1981 en Graz, Austria.